# 关村坝隧道
关村坝隧道，位于四川省乐山市金口河区永和镇胜利村的大渡河左岸，是成昆铁路关村坝站和金口河站之间的一条隧道，全长6187米（一说6107米），是成昆铁路的第二长隧，仅次于沙马拉达隧道。该隧道中心里程位于成昆线K258+908处，横穿大相岭南缘，最大埋深1650米。

## 概述
隧道于1961年7月开工，由铁二局承建，但于1963年2月停工，当时仅完成了696.8米长的隧道工程。1964年11月又复工，在施工中使用了“平行导坑引进，下导坑漏斗棚架先拱后墙”的建筑方法。1966年5月贯通。

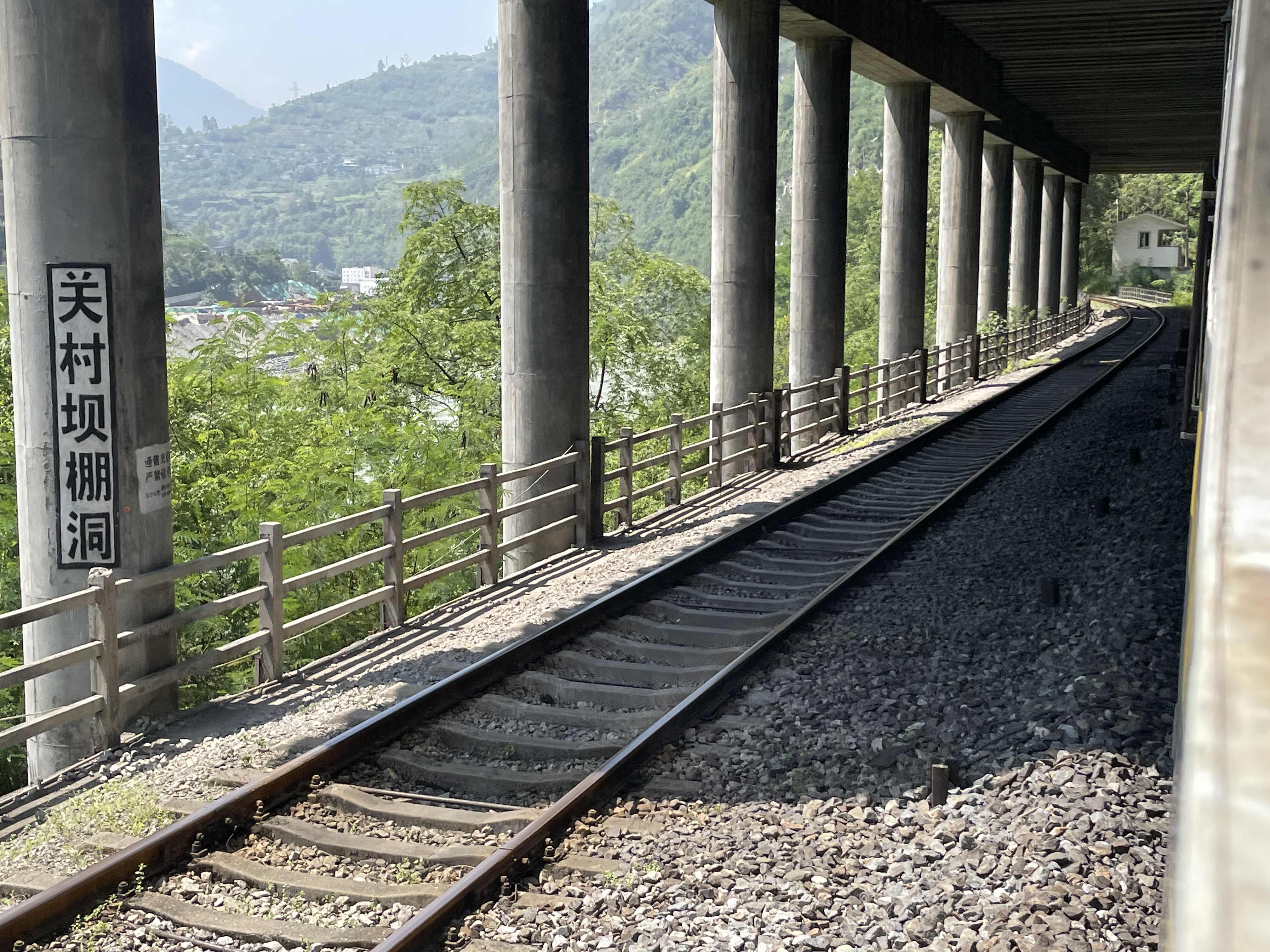
关村坝隧道成都端连接关村坝棚洞